# Björnen och draken
Björnen och draken är en roman från år 2000 av Tom Clancy med Jack Ryan som huvudperson.

## Handling
I björnen och draken upptäcks rikliga olje- och guldfyndigheter i Sibirien. I samma veva utsätts Ryans gamle motståndare, och numera vän, den ryske presidentrådgivaren Sergej Golovko för ett attentatsförsök. Attentatsmännen tar dock fel på person och Golovko klarar sig oskadd. Spåren leder mot den kinesiska regeringen, och dess planer på ett anfall mot Sibirien för att lägga beslag på naturresurserna. Spänningen mellan Kina och USA ökar också efter att en diplomat från Vatikanen brutalt skjuts till döds av kinesisk polis.
De internationella spänningarna får en urladdning i form av ett kinesiskt blixtanfall mot Ryssland. Jack Ryan som nu är USA:s president erbjuder Ryssland medlemskap i NATO, något som Rysslands president accepterar. USA som nu är allierat med Ryssland inleder militära operationer till lands, till sjöss och i luften till stöd för Ryssland, men avståndet till stridsskådeplatsen ställer till stora problem. Samtidigt tränger de kinesiska pansarkårerna, till synes utan motstånd, allt djupare in i Sibiriens ödsliga vildmark.